# Tonga na Letnich Igrzyskach Olimpijskich 2024
Tonga na Letnich Igrzyskach Olimpijskich 2024 – występ kadry sportowców reprezentujących Tonga na igrzyskach olimpijskich, które odbyły się w Paryżu we Francji, w dniach 26 lipca – 11 sierpnia 2024.
Reprezentacja Tonga liczyła czworo zawodników – dwie kobiety i dwóch mężczyzn, którzy wystąpili w 3 dyscyplinach.
Był to jedenasty start Tonga na letnich igrzyskach olimpijskich.

## Reprezentanci

### Boks
| Zawodnik         | Konkurencja | 1/16             | 1/8              | Ćwierćfinał      | Półfinał         | Finał            | Finał   | Źródło |
| Zawodnik         | Konkurencja | Przeciwnik Wynik | Przeciwnik Wynik | Przeciwnik Wynik | Przeciwnik Wynik | Przeciwnik Wynik | Miejsce | Źródło |
| ---------------- | ----------- | ---------------- | ---------------- | ---------------- | ---------------- | ---------------- | ------- | ------ |
| Feofaaki Epenisa | -60 kg (k)  | Hà P 0–5         | NQ               | NQ               | NQ               | NQ               | NQ      | [ 1 ]  |

### Lekkoatletyka
| Zawodnik          | Konkurencja       | Runda 1  | Runda 1 | Runda 2  | Runda 2 | Półfinał | Półfinał | Finał    | Finał   | Źródło |
| Zawodnik          | Konkurencja       | Rezultat | Pozycja | Rezultat | Pozycja | Rezultat | Pozycja  | Rezultat | Pozycja | Źródło |
| ----------------- | ----------------- | -------- | ------- | -------- | ------- | -------- | -------- | -------- | ------- | ------ |
| Maleselo Fufofuka | bieg na 100 m (m) | 12.11    | 45.     | NQ       | NQ      | NQ       | NQ       | NQ       | NQ      | [ 2 ]  |

### Pływanie
| Zawodnik    | Konkurencja               | Eliminacje | Eliminacje | Półfinał | Półfinał | Finał | Finał | Źródło |
| Zawodnik    | Konkurencja               | Czas       | Poz.       | Czas     | Poz.     | Czas  | Poz.  | Źródło |
| ----------- | ------------------------- | ---------- | ---------- | -------- | -------- | ----- | ----- | ------ |
| Noelani Day | 50 m st. dowolnym (k)     | 28.60      | 51.        | NQ       | NQ       | NQ    | NQ    | [ 3 ]  |
| Alan Uhi    | 100 m st. grzbietowym (m) | 1:00.62    | 46.        | NQ       | NQ       | NQ    | NQ    | [ 4 ]  |